# رومی (آلبوم)
رومی یا نام دیگر آن، معشوق همینجاست، یک آلبوم موسیقی به آهنگسازی فرزین فرهادی، و به خوانندگی داریوش اقبالی، رامش و فرامرز اصلانی است که در سبک پاپ تهیه شده و دارای ۱۳ آهنگ است.

## فهرست آهنگ‌ها
| نام ترانه                             | ترانه‌سرا              | آهنگساز      | تنظیم        |
| ------------------------------------- | --------------------- | ------------ | ------------ |
| معشوق همینجاست (داریوش، رامش، اصلانی) | مولانا جلال‌الدین رومی | فرزین فرهادی | فرزین فرهادی |
| غلام قمر (داریوش)                     | مولانا جلال‌الدین رومی | فرزین فرهادی | فرزین فرهادی |
| صحبت                                  | مولانا جلال‌الدین رومی | فرزین فرهادی | فرزین فرهادی |
| اینجا کسیست پنهان (رامش)              | مولانا جلال‌الدین رومی | فرزین فرهادی | فرزین فرهادی |
| هو (داریوش)                           | مولانا جلال‌الدین رومی | فرزین فرهادی | فرزین فرهادی |
| وه چه بی‌رنگ و بی‌نشان که منم (اصلانی)  | مولانا جلال‌الدین رومی | فرزین فرهادی | فرزین فرهادی |
| تو نه چنانی که منم (داریوش)           | مولانا جلال‌الدین رومی | فرزین فرهادی | فرزین فرهادی |
| ماییم                                 | مولانا جلال‌الدین رومی | فرزین فرهادی | فرزین فرهادی |
| از دل سلامت می‌کنم (رامش)              | مولانا جلال‌الدین رومی | فرزین فرهادی | فرزین فرهادی |
| فنا                                   | مولانا جلال‌الدین رومی | فرزین فرهادی | فرزین فرهادی |
| زهی عشق (فرامرز اصلانی)               | مولانا جلال‌الدین رومی | فرزین فرهادی | فرزین فرهادی |
| وقت آن شد (داریوش)                    | مولانا جلال‌الدین رومی | فرزین فرهادی | فرزین فرهادی |
| در این عشق بمیرید (داریوش و رامش)     | مولانا جلال‌الدین رومی | فرزین فرهادی | فرزین فرهادی |